# 10474 Pecina
10474 Pecina eller 1981 EJ23 är en asteroid i huvudbältet som upptäcktes den 3 mars 1981 av den amerikanska astronomen Schelte J. Bus vid Siding Spring-observatoriet. Den är uppkallad efter astronomen Petr Pecina.
Asteroiden har en diameter på ungefär 4 kilometer.